# エロヒスト
エロヒスト（ドイツ語: Elohist）とは、文書仮説で想定されているモーセ五書の創作者。エロヒムの名称を使った個人もしくはグループとされる。
ヤハウィストと呼ばれる個人ないしグループが主に南部の部族に伝わる伝承を基にして「J資料」を書いた。その後、分裂後の北イスラエル王国でエロヒストと呼ばれる個人ないしグループが、「J資料」とは異なる伝承を基にして「E資料」を書き、これらがどこかの時点で編纂されてひとつにまとめられた。おそらくは北イスラエル王国の滅亡時にユダヤ王国へ亡命してきた人々がE資料をユダヤ王国にもたらして、そこでまとめられたのだろう。これを「JE資料」と称する。